# Dasyhelea fallax
Dasyhelea fallax är en tvåvingeart som beskrevs av Bose och Gupta 2003. Dasyhelea fallax ingår i släktet Dasyhelea och familjen svidknott. Inga underarter finns listade i Catalogue of Life.